# کالدول (آرکانزاس)
کالدول (به انگلیسی: Caldwell) یک شهر در ایالات متحده آمریکا است که در شهرستان سنت فرانسیس، آرکانزاس واقع شده‌است. کالدول ۸٫۳۰ کیلومتر مربع مساحت و ۵۵۵ نفر جمعیت دارد و ۷۳ متر بالاتر از سطح دریا واقع شده‌است.